# 横浜市立金沢中学校
横浜市立金沢中学校（よこはましりつ かなざわちゅうがっこう）は神奈川県横浜市金沢区釜利谷東にある横浜市最大規模の公立中学校。略称は、「金中（かなちゅう）」。
学区は横浜市立金沢小学区、同八景小学区の一部、同文庫小学区、同釜利谷東小学区、同能見台南小学区の一部で、900名以上の生徒が在籍している。

## 学校教育目標
- たくましく、自らの生き方を創りだす力を育みます。
- 個性を発揮し、自分らしく生きる姿勢を大切にします。
- 伝統を大切にし、活気のある学校をつくります。

## 沿革
- 1947年（昭和22年）
  - 5月1日 - 富岡町に横浜市立富岡中学校として創立。
  - 11月15日 - 現在の横浜市立大学の敷地内に移転、横浜市立金沢中学校と改称。以降、開校記念日になる。
- 1948年（昭和23年）10月11日 - 現在地に移転。
- 1960年（昭和35年）12月10日 - 西柴分校設立、開校。
- 1962年（昭和37年）8月20日 - 1棟校舎完成。
- 1963年（昭和38年）5月1日 - 西柴分校独立、横浜市立西柴中学校として開校。
- 1972年（昭和47年）2月14日 - 1棟校舎の改築が完成。
- 1975年（昭和50年）8月1日 - 2棟校舎完成。
- 1977年（昭和52年）8月20日 - 3棟校舎完成。
- 1981年（昭和56年）4月1日 - 釜利谷方面校開設、横浜市立西金沢中学校として開校。
- 1982年（昭和57年）3月31日 - 4棟校舎が完成。
- 1984年（昭和59年）8月17日 - 体育館・格技場・プール完成。
- 1986年（昭和61年）
  - 4月1日 - 沢木谷方面校開設、横浜市立釜利谷中学校として開校。
  - 11月1日 - 相談指導学級（現ハートフルルーム）開級。
- 1990年（平成2年）1月18日 - 2棟3階LL教室完成。
- 1994年（平成6年）3月8日 - 1棟3階コンピュータ室完成。
- 1997年（平成9年）
  - 11月15日 - 創立50周年記念式典を挙行。
  - 11月19日 - 職員室増築工事完了。
- 2007年（平成19年）3月13日 - エレベーター設置。
- 2012年（平成24年）7月 - エアコン設置完了。

## 校章・校歌
校章
北条実時が金沢文庫を開いたゆかりの地にあるので北条氏の紋章にヒントを得てデザインされた。意味は、四ツ目結紋の頭に「金」を示し他の三つの角にそれぞれ英知・剛毅・節制を象徴させた。
校歌
金沢文庫の研究では日本随一と言われた文学博士の関靖が作詞、作曲は当時市指導主事 松井健祐。1956年3月17日、第9回卒業式当日に披露され、校歌として制定された。

## 部活動
- 美術部
- 木琴部
- 合唱部
- 吹奏楽部
- 弦楽部
- ソフトボール部
- 剣道部
- 陸上競技部
- ハンドボール部
- 柔道部
- ソフトテニス部
- 水泳部
- バスケットボール部
- サッカー部
- 硬式テニス部
- 卓球部
- 野球部
- 女子バレーボール部
- バドミントン部

## 二大行事
- 体育大会
5月～6月のあいだに開催。
- 合唱コンクール
創立60周年の2007年（平成19年）から体育館ではなく、よこすか芸術劇場で行われるようになった。

## 施設
横浜市の中で一番広い敷地面積、グラウンド面積をもち、毎年行われる「横浜市立中学校総合体育大会」の一部競技の会場としても使われる。
グラウンドには、テニスコート、バスケットボールコート、バレーボールコートなどのほかに照明設備がある。

## 交通
京浜急行電鉄金沢文庫駅西口より徒歩5分。

## 出身有名人
- 篠崎はるく-役者、演劇プロデューサー、演技指導者、演劇部出身
- 飯田義隆 - セパタクロー選手
- 加藤甫 - 写真家
- 黒岩俊喜 - 2014年ソチオリンピックボブスレーの日本代表
- 小泉里子 - モデル
- 中山加奈子 - 元プリンセス・プリンセスのメンバー、演劇部出身
- 亘健太郎 - フルーツポンチ（お笑いコンビ）

## 主な進学先
- 横浜市立金沢高等学校
- 神奈川県立横須賀高等学校
- 神奈川県立追浜高等学校
- 神奈川県立逗子高等学校
- 神奈川県立氷取沢高等学校
- 神奈川県立磯子高等学校
- 神奈川県立津久井浜高等学校 など
- 埼玉私立昌平高等学校など